# Volleyball under sommer-OL 2008
Volleyball under Sommer-OL 2008 i Beijing vil der blive konkurreret om fire olympiske titler i volleyball. To indendørs volleyballturneringer, én for kvinder og én for mænd. To beachvolley-turneringer, én for kvinder og én for mænd. Turneringerne bliver afviklet i perioden 9. til 24. august.

## Discipliner
- Volleyball mænd (12 hold)
- Volleyball kvinder (12 hold)
- Beachvolley mænd (24 hold)
- Beachvolley kvinder (24 hold)